# Klub Piłkarski Legia Warszawa
O Klub Piłkarski Legia Warszawa (abreviado Legia Warszawa; em português, Légia Varsóvia) é um clube de futebol polonês ou polaco da cidade de Varsóvia que disputa a Ekstraklasa, do qual é o maior vencedor.

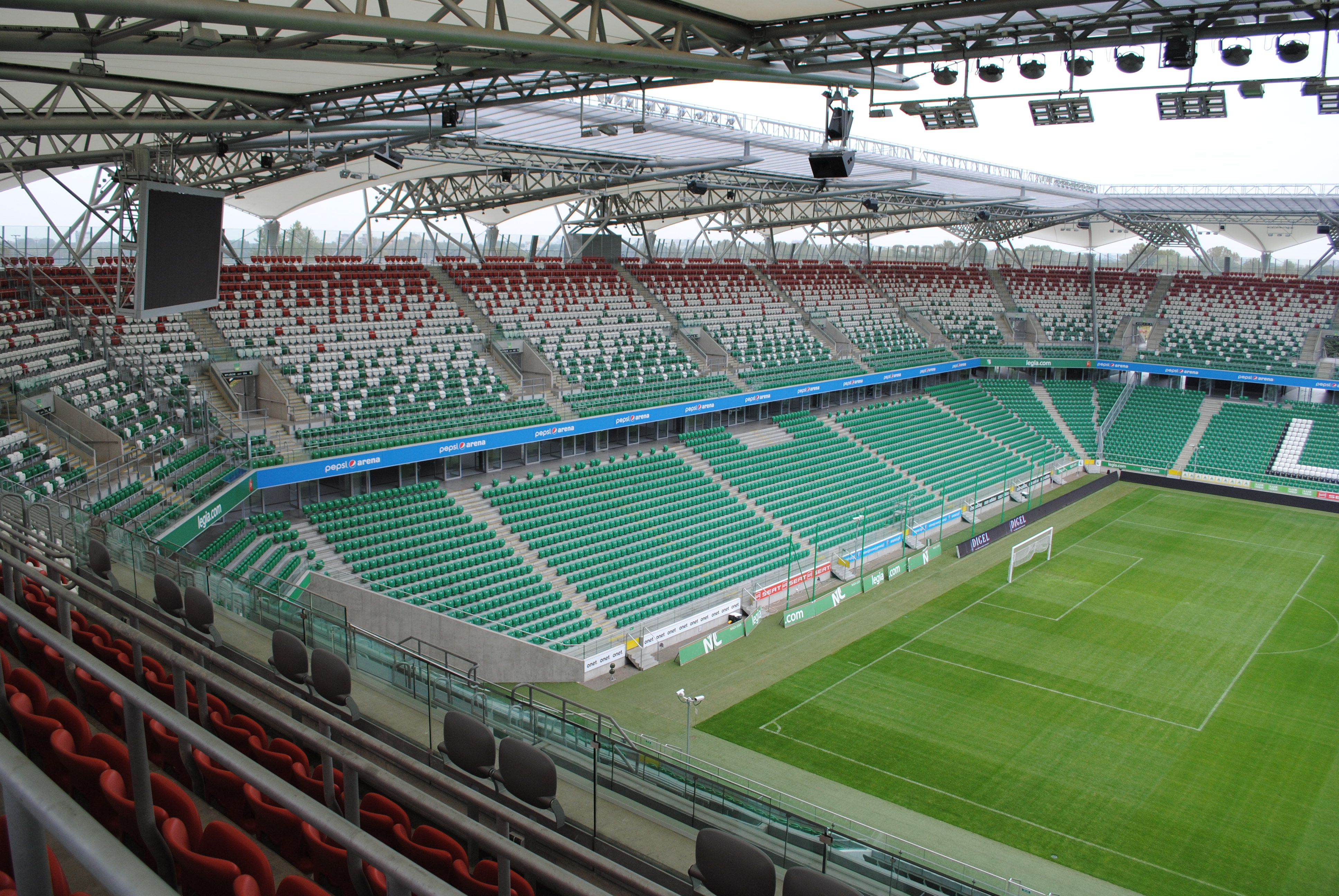
Estádio do Legia para 31.800 pessoas.

## História

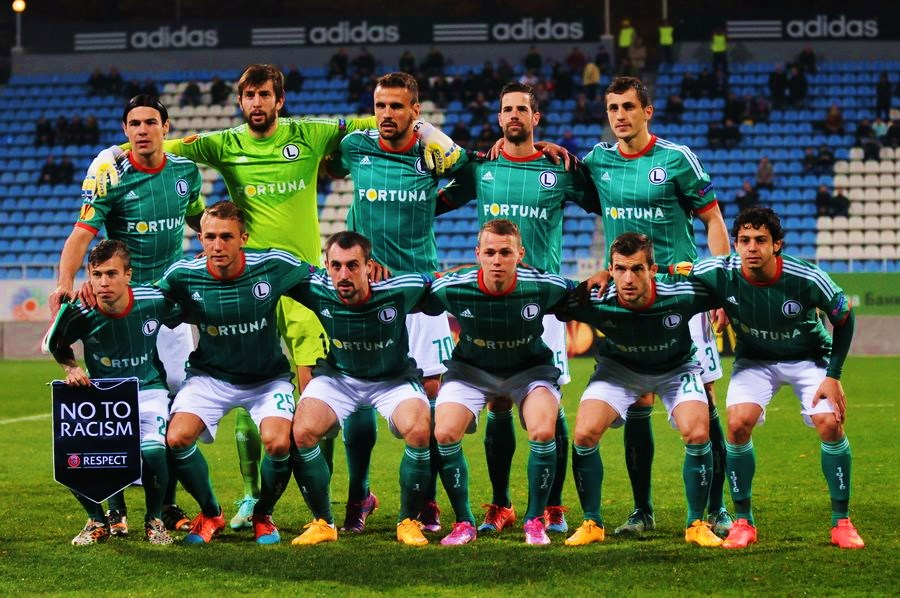
Legia Warszawa (2014)

O ponto alto da história do Legia aconteceu na Taça das Taças de 1990–91, ao alcançar as meias-finais. Na campanha, os Legionários deixaram para trás o Swift Hesperange (Luxemburgo), o Aberdeen (Escócia) e a Sampdoria (Itália), mas acabaram sucumbindo perante o favoritismo dos ingleses do Manchester United.
Assim, o Légia acabou por não conseguir igualar o feito histórico do Gornik Zabrze, único clube da Polônia a ser finalista de uma competição europeia, precisamente a Taça das Taças, em 1970, perdida para os ingleses do Manchester City, por 2 a 1, em Viena, no Ernst-Happel-Stadion.
Sua última aparição na Liga Europa da UEFA foi na fase de qualificação da Liga Europa da UEFA 2018–19 terminando por ser eliminado pelo F91 Dudelange, de Luxemburgo.

## Elenco atual
Atualizado em 24 de julho de 2025.
Legenda
- : Capitão
- : Jogador suspenso
- : Jogador lesionado

## Títulos
| NACIONAIS | NACIONAIS             | NACIONAIS | NACIONAIS |
|           | Competição            | Títulos   | Temporadas |
| --------- | --------------------- | --------- | --- |
|           | Campeonato Polonês    | 15        | 1955, 1956, 1969, 1970, 1994, 1995, 2002, 2006, 2013, 2014, 2016, 2017, 2018, 2020, 2021                                     |
|           | Copa da Polônia       | 21        | 1955, 1956, 1964, 1966, 1973, 1980, 1981, 1989, 1990, 1994, 1995, 1997, 2008, 2011, 2012, 2013, 2015, 2016, 2018, 2023, 2025 |
|           | Supercopa da Polônia  | 6         | 1989, 1994, 1997, 2008, 2023, 2025                                                                                           |
|           | Copa da Liga Polonesa | 1         | 2002 |

## Hall da Fama do Legia
Está é uma lista de futebolistas e treinadores que ingressaram no Hall da Fama do Legia.
| - Krzysztof Adamczyk - Stefan Białas - Bernard Blaut - Lucjan Brychczy - Kazimierz Buda - Lesław Ćmikiewicz - Władysław Dąbrowski - Kazimierz Deyna - Dariusz Dziekanowski - Kazimierz Górski - Henryk Grzybowski - Paweł Janas - Roman Kosecki | - Ryszard Milewski - Tadeusz Nowak - Jan Pieszko - Leszek Pisz - Jerzy Podbrożny - Andrzej Sikorski - Maciej Śliwowski - Władysław Stachurski - Andrzej Strejlau - Adam Topolski - Antoni Trzaskowski - Edmund Zientara - Janusz Żmijewski |

## Ver também

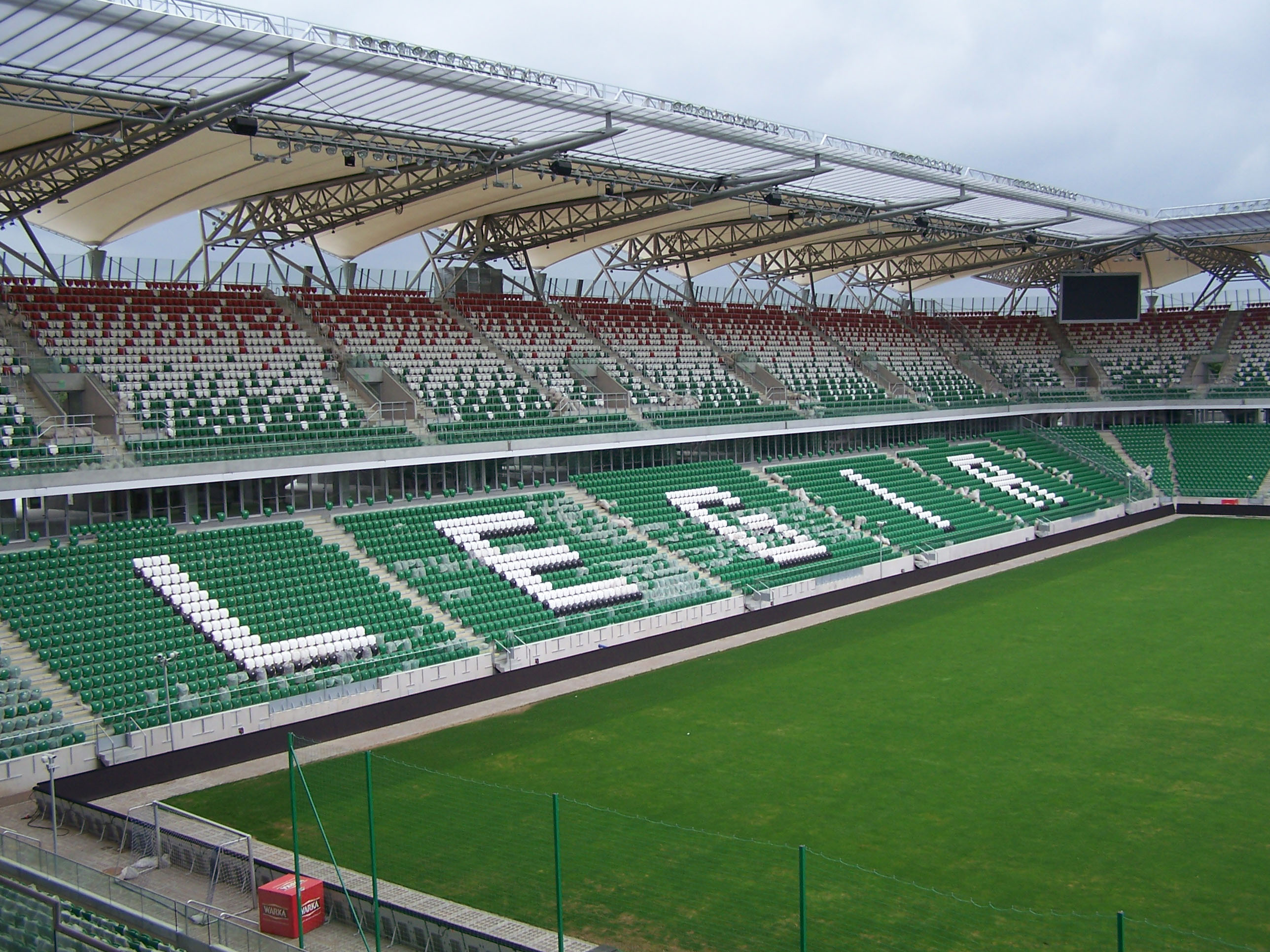
Estádio do Exército Polonês